# Елизабет фон Насау-Висбаден
Елизабет фон Насау-Висбаден (на немски: Elisabeth von Nassau-Wiesbaden; † 1 февруари 1389) от Валрамската линия на Дом Насау е графиня от Насау-Висбаден и чрез женитба графиня на горното Графство Катценелнбоген, основателка на младата линия на графовете на Катценелнбоген.

## Произход
Тя е дъщеря на граф Адолф I фон Насау-Висбаден (1307 – 1370) и съпругата му Маргарета фон Нюрнберг († 1382), дъщеря на Фридрих IV, бургграф на Нюрнберг.

## Фамилия
Елизабет се омъжва на 18 юни 1361 г. за Дитер VIII фон Катценелнбоген (1340 – 1402), граф на горното Графство Катценелнбоген. Те имат децата:
- Йохан IV фон Катценелнбоген († 1444), от 1402 граф на Катценелнбоген, ∞ 1385 Анна фон Катценелнбоген (ок. 1370 – 1439, от старата линия)
- Маргарета († 1438), ∞ 1384/1385 Йохан II фон Изенбург-Бюдинген (ок. 1370 – 1408)
- Елизабет († 1393), ∞ 1387 граф Хайнрих IV фон Велденц († 1393)
- Агнес († 1399)

След смъртта ѝ Дитер VIII се жени пр. 11 януари 1391 г. за графиня Анна фон Насау-Хадамар († 21 януари 1404), вдовицата на граф Рупрехт VII фон Насау-Зоненберг († 1390), дъщеря на граф Йохан фон Насау-Хадамар.